# Bernd Höing
Bernd Höing (Berlijn, 4 maart 1955) is een voormalig Oost-Duits roeier. Höing won de wereldtitel in de acht in 1978 en 1979. Tijdens de Olympische Zomerspelen 1980 won Höing de titel in de acht. In 1982 en 1983 moest Höing met de Oost-Duitse acht genoegen nemen met de zilveren medaille. Aan de Olympische Zomerspelen van 1984 kon Höing niet deelnemen vanwege de boycot door de Oostbloklanden.

## Resultaten
- Wereldkampioenschappen roeien 1978 in Cambridge  in de  acht
- Wereldkampioenschappen roeien 1979 in Bled  in de acht
- Olympische Zomerspelen 1980 in Moskou  in de acht
- Wereldkampioenschappen roeien 1981 in München 4e in de acht
- Wereldkampioenschappen roeien 1982 in Luzern  in de acht
- Wereldkampioenschappen roeien 1983 in Duisburg  in de acht

1900: Carr & DeBaecke & Exley & Geiger & Hedley & Juvenal & Lockwood & Marsh & Abell ·
1904: Cresser & Gleason & Schell & Flanagan & Armstrong & Lott & Dempsey & Exley & Abell ·
1908: Gladstone & Kelly & Johnstone & Nickalls & Burnell & Sanderson & Etherington-Smith & Bucknall & Maclagan ·
1912: Burgess & Swann & Wormald & Horsfall & Gillan & Garton & Kirby & Fleming & Wells ·
1920: Jacomini & Graves & Jordan & Moore & Sanborn & Johnston & Gallagher & King & Clark ·
1924: Carpenter & Kingsbury & Lindley & Miller & Rockefeller & Sheffield & Spock & Wilson & Stoddard ·
1928: Stalder & Brinck & Frederick & Thompson & Dally & Workman & Caldwell & Donlon & Blessing ·
1932: Salisbury & Blair & Gregg & Dunlap & Jastram & Chandler & Tower & Hall & Graham ·
1936: Morris & Day & Adam & White & McMillin & Hunt & Rantz & Hume & Moch ·
1948: I. Turner & D. Turner & Hardy & Ahlgren & Butler & Brown & Smith & Stack & Purchase ·
1952: Shakespeare & Fields & Dunbar & Murphy & Detweiler & Proctor & Frye & Stevens & Manring ·
1956: Charlton & Wight & Cooke & Beer & Esselstyn & Grimes & Wailes & Morey & Becklean ·
1960: Rulffs & Schröder & F. Schepke & K. Schepke & von Groddeck & Hopp & Bittner & Lenk & Padge ·
1964: J. Amlong & T. Amlong & Budd & Clark & Cwiklinski & Foley & Knecht & Stowe & Zimonyi ·
1968: Meyer & Schreyer & Henning & Hottenrott & Ulbricht & Hirschfelder & Siebert & Ott & Tiersch ·
1972:  Hurt & Veldman & Joyce & Hunter & Wilson & Earl & Coker & Robertson & Dickie ·
1976: Baumgart & Döhn & Klatt & Lück & Wendisch & Kostulski & Karnatz & Prudöhl & Danielowski ·
1980: Krauß & Koppe & Kons & Friedrich & Doberschütz & Karnatz & Dühring & Höing & Ludwig ·
1984: Turner & Neufeld & Evans & Main & Steele & Evans & Crawford & Horn & McMahon ·
1988: Maennig & Möllenkamp & Mellinghaus & Schultz & Wessling & Eichholz & Domian & Rabe & Klein ·
1992: Wallace & Robertson & Forgeron & Barber & Marland & Rascher & Crosby & Porter & Paul ·
1996: Zwolle & Simon & Bartman & Maasdijk & Van der Zwan & Van Steenis & Florijn & Rienks & Duyster ·
2000: Lindsay & Hunt-Davis & Dennis & Attrill & Grubor & West & Scarlett & Trapmore & Douglas ·
2004: Read & Allen & Ahrens & Hansen & Deakin & Beery & Hoopman & Volpenhein & Cipollone ·
2008: Light & Rutledge & Byrnes & Wetzel & Howard & Seiterle & Kreek & Hamilton & Price ·
2012: Adamski & Kuffner & Johannesen & Reinelt & Schmidt & Müller & Mennigen & Wilke & Sauer ·
2016: Durant & Ransley & Triggs Hodge & Gotrel & Reed & Bennett, Langridge & Satch & Hill ·
2020: Mackintosh & Bond & Murray & Brake & Williamson & Wilson & Kirkham & Macdonald & Bosworth ·
2024: Bolding & Carnegie & Gibbs & Ford & Dawson & Elwes & Digby & Rudkin & Brightmore